# Maestro de Obras de la Corona en Escocia
El Maestro de Obras de la Corona en Escocia era el responsable por la construcción, reparación y mantenimiento de los palacios reales, castillos y otras propiedades de la Corona en Escocia. La creación del cargo reflejó un cambio en la responsabilidad, que pasó de los albañiles a los diseñadores con poco conocimiento práctico sobre construcción. Los primeros designados en el puesto solían ser cortesanos; James Hamilton de Finnart era pariente del rey, John Scrymgeour era experto en heráldica, William Schaw fue una figura clave en el desarrollo de la francmasonería, un "oficio" que tenía muy poco que ver con la construcción. Los hombres que ocuparon el cargo posteriormente cumplieron un rol similar al de un arquitecto en el sentido moderno de la palabra.
En el siglo XV, un Maestro de Obras era designado para supervisar un proyecto de construcción individual, como podría ser un nuevo palacio o la reconstrucción de uno ya existente. En el siglo XVI, durante el reinado de Jacobo V, comenzó a nombrarse un Maestro General de Obras, con responsabilidad absoluta por todas las obras del rey. El nombramiento, generalmente, era de por vida. Hacia fines del siglo XVII, la importancia del cargo disminuyó y los nombramientos duraban poco tiempo. El último Maestro de Obras fue designado por Jorge III en 1768, tras lo cual los deberes del Maestro de Obras fueron absorbidos dentro de la Oficina de Obras, que supervisaba las obras del rey a lo largo de toda Gran Bretaña y que luego se transformó en el Ministerio de Obras.

## Maestros Generales de Obras de la Corona en Escocia
Las fechas indican el año de nombramiento.
- 1529: Sir James Nycholay
- 1537: John Scrymgeour
- 1539: Sir James Hamilton de Finnart
- 1541: Robert Robertson
- 1543: John Hamilton
- 1579: Sir Robert Drummond de Carnock
- 1583: William Schaw
- 1602: David Cunninghame de Robertland
- 1607: Sir James Murray

- 1615: Walter Murray (Maestro de Obras ayudante)

- 1629: Sir James Murray y Anthony Alexander
- 1632: William Govane de Cardrona y James Murray Jr. (Maestro de Obras ayudante)

El cargo estuvo vacante desde 1668.
- 1671: Sir William Bruce de Balcaskie, Baronet (despedido en 1678)
- 1689: Sir Archibald Murray de Blackbarony, Baronet
- 1700: James Scott de Logie
- 1704: Sir Francis Scott de Thirlestane
- 1705: John Campbell de Mamor y John Urquhart de Meldrum
- 1707: James Smith
- 1714: John Campbell de Mamor
- 1727: Sir John Anstruther de Anstruther
- 1743: George Dundas
- 1761: William Stewart de Hartwood
- 1764: James Duff de Middle Temple, Londres
- 1768: Teniente coronel James Pringle